# شهرستان رامسی (مینه‌سوتا)
شهرستان رمزی، مینه‌سوتا (به انگلیسی: Ramsey County, Minnesota) شهرستانی در ایالات متحده آمریکا است که در مینه‌سوتا واقع شده‌است. مرکز این شهرستان، شهر سینت پال است.